# Deap Vally

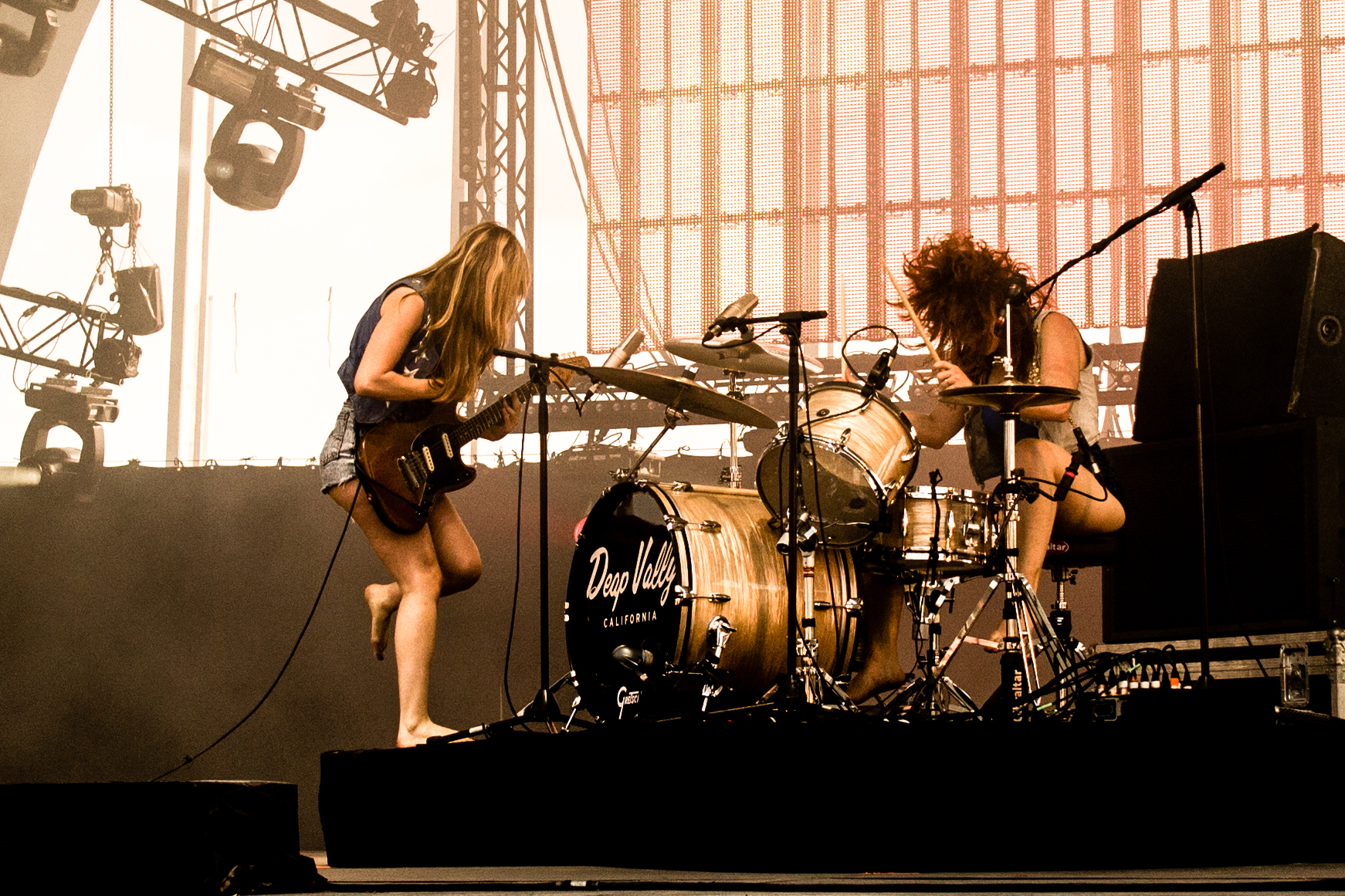
Deap Vally tijdens een optreden in 2013.

Deap Vally is een Amerikaans rockduo, bestaande uit zangeres en gitarist Lindsey Troy en drummer en tevens zangeres Julie Edwards. Het duo wordt omschreven als een combinatie van The White Stripes en Led Zeppelin. The Guardian had het echter over "Robert Plant waaruit alle testosteron is gezogen". Deap Vally zijn sinds augustus 2012 gecontracteerd bij Island Records.

## Geschiedenis
Het duo werd in 2011 gevormd in de Amerikaanse stad Los Angeles. Edwards was eerder al actief als muzikant in het duo The Pity Party, Troy trad op als soloartiest. Ze hebben elkaar ontmoet in een breiwinkel in de San Fernando Valley.
In 2012 gaf het duo diverse optredens in het Verenigd Koninkrijk, waaronder op het Latitude Festival en de Reading en Leeds Festivals. In hetzelfde jaar werd ook de eerste single van het duo uitgebracht: Gonna Make My Own Money. De tweede single, End Of The World, werd op 3 oktober 2012 in het radioprogramma van Zane Lowe op BBC Radio 1 uitgeroepen tot Hottest Record In The World.
Eind 2012 was Deap Vally het voorprogramma van The Vaccines tijdens de Britse tournee van laatstgenoemde groep. Ook waren ze in december 2012 het voorprogramma van Muse.
Het duo was in mei 2013 te gast in een aflevering van het programma Later... with Jools Holland op de televisiezender BBC Two. De maand erna stond Deap Vally onder andere op het Glastonbury Festival en het Bonnaroo Music Festival. In augustus 2013 deed het duo Nederland en België aan door optredens te geven op Lowlands en Pukkelpop. Het debuutalbum van het duo, getiteld Sistrionix, werd uitgebracht op 24 juni 2013.

## Discografie

### Studioalbums
- Sistrionix (2013)
- Femejism (2016)

### Singles
- Gonna Make My Own Money (2012)
- End Of The World (2012)
- Lies (2013)
- Baby I Call Hell (2013)
- Royal Jelly (2016)
- Smile More (2016)
- Gonnawanna (2016)
- Little Baby Beauty Queen (2016)